# 铁流
铁流（1933年5月29日—2024年9月8日），四川成都人，本名黄泽荣，笔名晓风。中国记者和作家。

## 生平
工农出身，1953年起在《四川文藝》和《西南文藝》上發表小說，1956年被調入當時新創辦的《成都日報》擔任記者，也負責詩歌、小說的編輯，同年加入四川省作協；反右运动時被划为右派，被圈定為七君子反党集团之一，关押劳改长达23年，於1980年平反，回《成都晚報》從事記者工作。；及後至1985年2月辭職，至2005年間一直從事文化產業與公關策劃；2006年至2011年8月底创办民间网刊《往事微痕》，為搜集民間右派老人个人回忆录，2009年11月把文章輯錄成《往事微痕叢書》，其文章印刷品曾於2009年8月底遭「掃黃打非辦」查禁。2010年以一百万人民币成立“铁流新闻基金”，協助受害的记者和作家。
2010年10月，包括铁流在内的一群中国新闻工作者联名致函全国人大常委会，要求取消媒体管制，实现新闻自由。铁流与自由派经济学者茅于轼和媒体人高瑜等均有交情；2014年3月23日，铁流撰文“坚决与茅于轼站在一起，抗击任何拥毛崇毛的邪恶势力”。

### 刑拘
铁流在2006年起於看中国网站开设专栏。2014年9月13日因寻衅滋事罪被北京警方拘捕。他於8月時曾為文批評中共中央政治局常委劉云山，疑似因此遭到逮捕。2015年2月25日，成都青羊区人民法院以“涉嫌寻衅滋事罪”和“涉嫌非法经营罪”判处铁流有期徒刑二年六个月、缓刑四年獲釋，并处罚金三万元人民币。

### 逝世
2024年9月8日13时55分，铁流在街子镇成都青城山医院安详离世，翌日下午两点在都江堰市殡仪馆举行追思会。